# Simone Fürnkranz
Simone Fürnkranz (* 20. September 1979 in St. Pölten) ist eine ehemalige österreichische Triathletin. Sie ist Staatsmeisterin auf der Triathlon-Sprintdistanz (2015), Kurzdistanz (2017) und auf der Triathlon-Mitteldistanz (2011, 2013, 2015, 2017).

## Werdegang
Simone Fürnkranz studierte an der TU Wien.

### Staatsmeisterin Triathlon-Mitteldistanz 2011
Sie wurde 2011 österreichische Triathlon-Staatsmeisterin auf der Mitteldistanz (doppelte olympische Distanz: 1,9 km Schwimmen, 90 km Radfahren und 21,1 km Laufen.). Fürnkranz startete für den Verein Union RC Sparkasse Renner Langenlois und das Top Team Tri NÖ.

### Staatsmeisterin Triathlon-Sprintdistanz 2015
Im Juni 2015 wurde sie am Neufelder See Staatsmeisterin auf der Triathlon-Sprintdistanz. Nach 2011 und 2013 holte sie sich im Juli 2015 zum dritten Mal den Titel bei der Staatsmeisterschaft auf der Triathlon-Mitteldistanz. Im September wurde Simone Fürnkranz auch Duathlon-Vizestaatsmeisterin.
Bei den Ironman 70.3 World Championships wurde die damals 35-Jährige im August 2015 in Zell am See Altersklassen-Weltmeisterin.
Im August 2016 konnte sie zum fünften Mal beim Krems Triathlon auf der olympischen Distanz gewinnen und 2014 hatte sie hier ja auch den Sprinttriathlon für sich entscheiden können.

Im September wurde sie Siebte bei der Europameisterschaft auf der Halbdistanz im Rahmen der Challenge Walchsee-Kaiserwinkl. In Deutschlandsberg wurde sie zwei Wochen später auch Dritte bei der Staatsmeisterschaft auf der Duathlon-Kurzdistanz.

### Staatsmeisterin Triathlon-Kurz- und Mitteldistanz 2017
Im Mai 2017 wurde sie zum vierten Mal Staatsmeisterin auf der Mitteldistanz. Im Juni wurde sie beim Piberstein Triathlon Vizestaatsmeisterin auf der Triathlon Sprintdistanz und im Juli auch Triathlon-Staatsmeisterin auf der Kurzdistanz.
Am 14. Juli 2018 wurde Fürnkranz beim Mostiman Triathlon österreichische Vizestaatsmeisterin über die olympische Distanz. 2019 wurde sie Fünfte im Juli bei der Triathlon-Staatsmeisterschaft.
Seit 2019 tritt sie nicht mehr international in Erscheinung.
Simone Fürnkranz lebt in Paudorf.

## Sportliche Erfolge
| Datum/Jahr    | Rang | Wettbewerb                                       | Austragungsort     | Zeit     | Bemerkung                                                                                    |
| ------------- | ---- | ------------------------------------------------ | ------------------ | -------- | -------------------------------------------------------------------------------------------- |
| 1. Sep. 2019  | 1    | Austria-Triathlon                                | Podersdorf         | 2:13:23  | Siegerin auf der olympischen Distanz                                                         |
| 4. Aug. 2019  | 2    | Traismauer Triathlon                             | Traismauer         |          | Olympische Distanz                                                                           |
| 28. Juli 2019 | 5    | ÖTRV Staatsmeisterschaft Triathlon Kurzdistanz   | Obertrum am See    | 02:24:04 | Gold in der Altersklasse W40                                                                 |
| 2. Sep. 2018  | 1    | Austria-Triathlon                                | Podersdorf         | 2:08:34  | Siegerin auf der olympischen Distanz                                                         |
| 14. Juli 2018 | 2    | ÖTRV Staatsmeisterschaft Triathlon Kurzdistanz   | Wallsee-Sindelburg | 02:08:41 | Vizestaatsmeisterin hinter Beatrice Weiß                                                     |
| 3. Juni 2018  | 4    | ÖTRV Staatsmeisterschaft Triathlon Sprintdistanz | Tulln              | 01:07:44 |                                                                                              |
| 16. Juli 2017 | 1    | ÖTRV Staatsmeisterschaft Triathlon Kurzdistanz   | Wallsee-Sindelburg |          | Staatsmeisterin über die olympische Distanz beim Mostiman Triathlon                          |
| 21. Juni 2017 | 1    | Langauer Triathlon                               | Langau             |          | Siegerin auf der Kurzdistanz vor der Ungarin Gabriella Zelinka                               |
| 3. Juni 2017  | 2    | ÖTRV Staatsmeisterschaft Triathlon Sprintdistanz | Maria Lankowitz    | 01:05:49 | Vizestaatsmeisterin auf der Triathlon Sprintdistanz                                          |
| 7. Aug. 2016  | 1    | Krems Triathlon                                  | Krems              | 02:11:08 | Siegerin auf der olympischen Distanz                                                         |
| 10. Juli 2016 | 3    | Mostiman Triathlon                               | Wallsee            |          |                                                                                              |
| 7. Mai 2016   | 1    | ChinMin Triathlon                                | Ober-Grafendorf    | 01:57:06 | Olympische Distanz – Schwimmen wegen des kalten Wassers aber verkürzt von 1500 auf 750 Meter |
| 6. Sep. 2015  | 1    | Austria-Triathlon                                | Podersdorf         | 2:06:16  | Siegerin auf der olympischen Distanz                                                         |
| 2015          | 1    | Krems Triathlon                                  | Krems              | 02:04:54 | vierter Sieg in Krems                                                                        |
| Juli 2015     | 1    | Mostiman Triathlon                               | Wallsee            |          |                                                                                              |
| 13. Juni 2015 | 1    | ÖTRV Staatsmeisterschaft Triathlon Sprintdistanz | Neufelder See      | 01:03:59 |                                                                                              |
| 7. Sep. 2014  | 1    | Austria-Triathlon                                | Podersdorf         | 2:01:11  | Siegerin auf der olympischen Distanz                                                         |
| Aug. 2014     | 1    | Krems Triathlon                                  | Krems              | 01:02:56 | Siegerin Sprinttriathlon Krems (0,75 km Schwimmen, 20 km Radfahren und 5 km Laufen)          |
| 13. Juli 2014 | 2    | Mostiman Triathlon                               | Wallsee            |          |                                                                                              |
| 23. Juli 2014 | 4    | Mostiman Triathlon                               | Wallsee            | 02:12:24 |                                                                                              |
| 2012          | 1    | Krems Triathlon                                  | Krems              | 02:11:32 | dritter Sieg in Krems                                                                        |
| 7. Aug. 2011  | 1    | Krems Triathlon                                  | Krems              | 02:08:49 | Siegerin auf der olympischen Distanz – neben Franz Höfer bei den Männern                     |
| 24. Juli 2011 | 2    | Mostiman Triathlon                               | Wallsee            |          |                                                                                              |
| 2010          | 2    | Ausee Triathlon                                  | Ausee              |          | wie schon 2008 Zweite hinter Bettina Zelenka                                                 |
| 15. Aug. 2008 | 2    | Ausee Triathlon                                  | Ausee              |          |                                                                                              |
| 2007          | 1    | Krems Triathlon                                  | Krems              | 02:15:20 |                                                                                              |

| Datum/Jahr    | Rang | Wettbewerb                                           | Austragungsort  | Zeit       | Bemerkung |
| ------------- | ---- | ---------------------------------------------------- | --------------- | ---------- | --- |
| 26. Aug. 2017 | 3    | Trans Vorarlberg Triathlon                           | Bregenz         | 04:28:44,7 | |
| 27. Mai 2017  | 1    | ÖTRV Staatsmeisterschaft Triathlon Mitteldistanz     | Linz            | 04:36:42   | beim Linz-Triathlon |
| 4. Sep. 2016  | 7    | ETU Middle Distance Triathlon European Championships | Walchsee        | 04:32:01   | Europameisterschaft auf der Halbdistanz im Rahmen der Challenge Walchsee-Kaiserwinkl                                                                                 |
| 30. Juli 2016 | 3    | ÖTRV Staatsmeisterschaft Triathlon Mitteldistanz     | Litschau        | 04:55:52   | Triathlon-Staatsmeisterschaft beim Waldviertler Eisenmann |
| 30. Aug. 2015 | 28   | Ironman 70.3 World Championships                     | Zell am See     | 04:48:30   | Altersklassen-Weltmeisterin Ironman 70.3 World Championship beim Ironman 70.3 Zell am See-Kaprun                                                                     |
| 19. Juli 2015 | 1    | ÖTRV Staatsmeisterschaft Triathlon Mitteldistanz     | Obertrum        | 04:36:48,3 | Staatsmeisterin beim Trumer Triathlon (1,9 km Schwimmen, 88,5 km Radfahren und 21,1 km Laufen)                                                                       |
| 10. Aug. 2013 | 1    | ÖTRV Staatsmeisterschaft Triathlon Mitteldistanz     | Litschau        | 04:40      | Österreichische Triathlon-Staatsmeisterin – als Zweite hinter der Deutschen Renate Forstner                                                                          |
| 2011          | 1    | ÖTRV Staatsmeisterschaft Triathlon Mitteldistanz     | Obertrum am See |            | Mit dem zweiten Rang hinter der Tschechin Eva Potuckova wurde Fürnkranz beim Trumer-Triathlon Österreichische Staatsmeisterin auf der doppelten olympischen Distanz. |

| Datum/Jahr    | Rang | Wettbewerb                                    | Austragungsort   | Zeit     | Bemerkung                                                                        |
| ------------- | ---- | --------------------------------------------- | ---------------- | -------- | -------------------------------------------------------------------------------- |
| 17. Sep. 2016 | 3    | ÖTRV Staatsmeisterschaft Duathlon Kurzdistanz | Deutschlandsberg | 01:41:09 | Staatsmeisterschaft Duathlon (7,5 km Laufen, 30 km Radfahren und 3,75 km Laufen) |
| 13. Sep. 2015 | 2    | ÖTRV Staatsmeisterschaft Duathlon Kurzdistanz | Deutschlandsberg | 01:39:04 | Duathlon-Vizestaatsmeisterin                                                     |

(DNF – Did Not Finish)